# شتادکن-لسهایم
شتادکن-لسهایم (به آلمانی: Stadecken-Elsheim) یک شهر در آلمان است که در ماینتس-بینگن واقع شده‌است. شتادکن-لسهایم ۴٬۵۲۵ نفر جمعیت دارد.

## خواهرخوانده
شهرهای Bovolone, Rupt-sur-Moselle، شیمبرگ و Wilbich خواهرخوانده‌های شتادکن-لسهایم هستند.